# Lytta peninsularis
Lytta peninsularis là một loài bọ cánh cứng trong họ Meloidae. Loài này được Fall miêu tả khoa học năm 1901.